# Гуанідиноацетат-N-метилтрансфераза
GAMT (англ. Guanidinoacetate N-methyltransferase) – білок, який кодується однойменним геном, розташованим у людей на короткому плечі 19-ї хромосоми. Довжина поліпептидного ланцюга білка становить 236 амінокислот, а молекулярна маса — 26 318.
| 10         |  | 20         |  | 30         |  | 40         |  | 50         |
| ---------- |  | ---------- |  | ---------- |  | ---------- |  | ---------- |
| MSAPSATPIF |  | APGENCSPAW |  | GAAPAAYDAA |  | DTHLRILGKP |  | VMERWETPYM |
| HALAAAASSK |  | GGRVLEVGFG |  | MAIAASKVQE |  | APIDEHWIIE |  | CNDGVFQRLR |
| DWAPRQTHKV |  | IPLKGLWEDV |  | APTLPDGHFD |  | GILYDTYPLS |  | EETWHTHQFN |
| FIKNHAFRLL |  | KPGGVLTYCN |  | LTSWGELMKS |  | KYSDITIMFE |  | ETQVPALLEA |
| GFRRENIRTE |  | VMALVPPADC |  | RYYAFPQMIT |  | PLVTKG     |  |            |

A: Аланін

C: Цистеїн

D: Аспарагінова кислота

E: Глутамінова кислота

F: Фенілаланін

G: Гліцин

H: Гістидин

I: Ізолейцин

K: Лізин

L: Лейцин

M: Метіонін

N: Аспарагін

P: Пролін

Q: Глутамін

R: Аргінін

S: Серин

T: Треонін

V: Валін

W: Триптофан

Кодований геном білок за функціями належить до трансфераз, метилтрансфераз. 
Задіяний у таких біологічних процесах, як ацетилювання, альтернативний сплайсинг. 
Білок має сайт для зв'язування з S-аденозил-L-метіоніном.